# ガブリエル・ガルコ
ガブリエル・ガルコ （Gabriel Garko、本名：Dario Gabriel Oliviero、1972年7月12日 - ）は、イタリア・トリノ出身のスーパーモデル、俳優。イタリア語・フランス語・英語を話す。

## プロフィール

### 来歴
1972年7月12日、ヴェネト州出身の父とカターニャ州出身の母の間に生まれる。トリノ生まれ、セッティモ・トリネーゼ育ち。芸名ガルコGarkoは母の苗字Garchioに由来する。1985年から開催されていた地元ミスターコンテストミスター・セッティモ・トリネーゼ Mr.Settimo Torineseに1990年優勝。翌年レレ・モーラ Lele Mora氏が開催する「イタリアで最も美しい男」（Il più bello d'Italia）に選ばれる。

## 主な出演作品
- 無邪気な妖精たち Le fate ignoranti (2001)
- ティント・ブラス 秘蜜 Senso'45 (2002)
- 永遠のマリア・カラス Callas Forever (2002)